# Constel·lació de la Copa
La constel·lació de la Copa (Crater) és una de les 88 constel·lacions modernes i era una de les 48 de la relació de l'atrònom Claudi Ptolemeu al seu Almagest. Està situada a l'hemisferi sud. En un relat moral d'Eratòstenes al segle III aC representava la copa del déu Apol·lo. No té cap estel més brillant que la quarta magnitud.

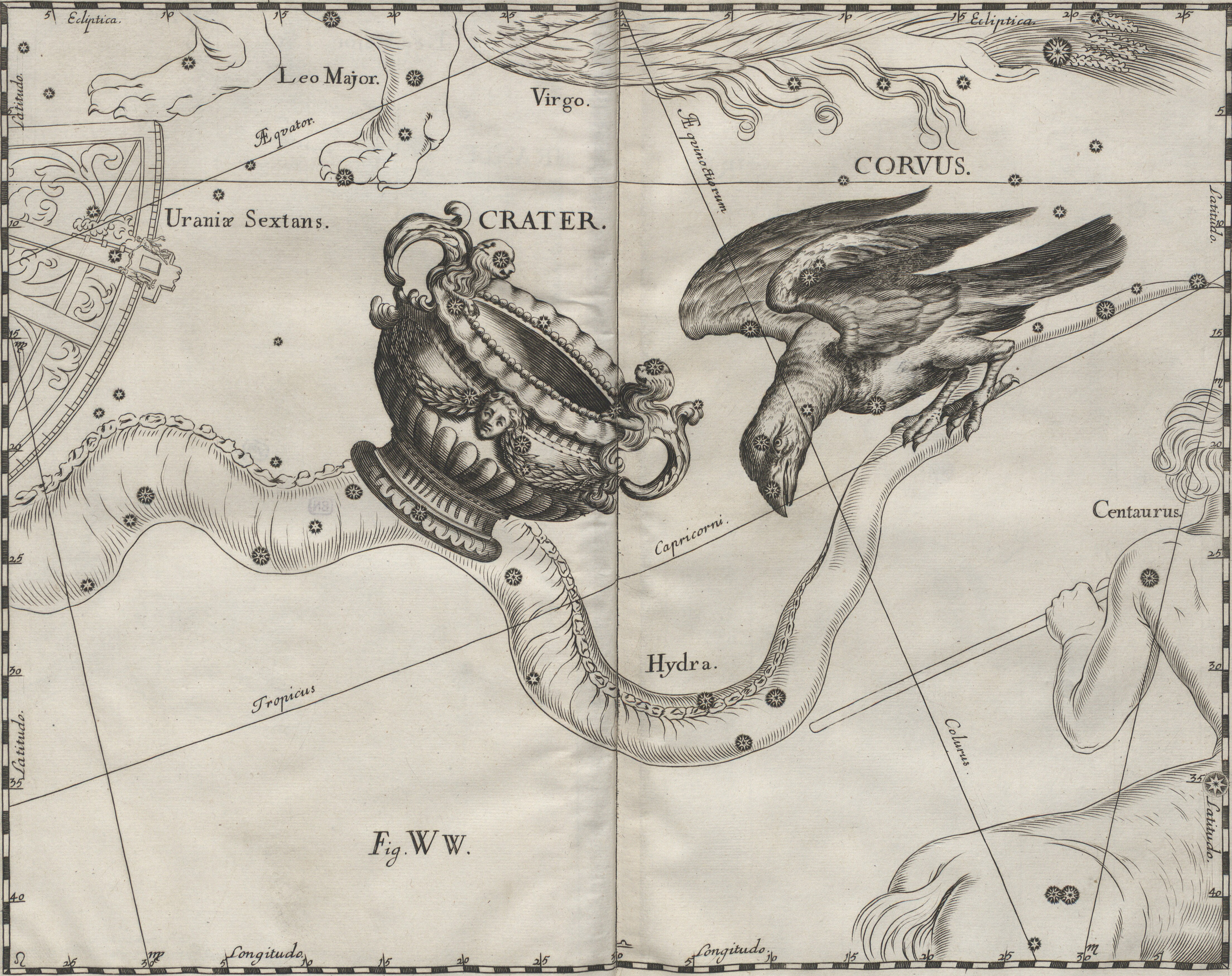
Les constel·lacions de la Copa i del Corb a la Uranographia de Johannes Hevelius (1611-1687).

Delimitació de la constel·lació de la Copa segons la IAU.

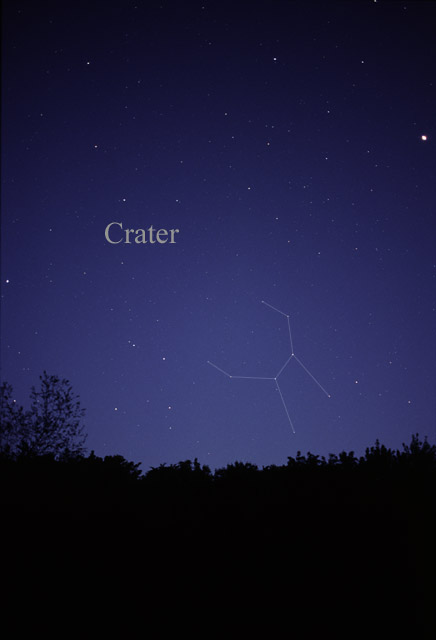
La constel·lació de la Copa al cel nocturn.

## Mitologia
Les constel·lacions adjacents de la Copa i del Corb estan relacionades en un relat moral que es remunta almenys a l'època d'Eratòstenes al segle III aC. Tal com explicà Ovidi (43 aC-17 o 18) al seu Fasti, el déu Apol·lo estava a punt de fer un sacrifici al déu suprem Zeus i envià un corb a recollir aigua d'una font. El corb marxà volant amb una copa a les urpes fins que arribà a una figuera carregada de figues verdes. Ignorant les ordres d'Apol·lo, el corb esperà uns quants dies perquè la fruita madurès, moment en què Apol·lo s'havia vist obligat a trobar una font d'aigua per a ell.
Després de menjar-se el farcit de la fruita deliciosa, el corb mirà al seu voltant buscant una coartada. Agafà una serp d'aigua entre les seves urpes i tornà amb ella a Apol·lo, culpant a la serp d'haver bloquejat la font. Però Apol·lo, una de les habilitats del qual era l'art de la profecia, descobrí la mentida i condemnà el corb a una vida patint set, la qual cosa és una explicació del crit rascat del corb. En record d'aquest incident, Apol·lo reuní el corb, la copa i la serp d'aigua al cel.
Es representa el corb picotejant la serp d'aigua, com si intentés moure-la per poder arribar a la copa per beure. La copa, normalment és representada com un magnífic calze a doble mà del tipus conegut a Grècia com a crater, es mostra inclinada cap al corb, però de manera temptadora just fora de l'abast de l'ocell assedegat. La serp d'aigua és la constel·lació d'Hidra Femella que, en una altra llegenda, és la criatura assassinada per Hèracles.
El corb era l'ocell sagrat d'Apol·lo, que es convertí en un corb per fugir del monstre Tifó quan aquella immensa criatura amenaçà els déus. En una altra història, relatada per Ovidi a les seves Metamorfosis, el corb era una vegada blanc com la neu com un colom, però l'ocell portà la notícia a Apol·lo que el seu amor, Coronis, havia estat infidel. Apol·lo amb la seva ira maleí el corb, tornant-lo negre per sempre.
En el sistema de constel·lacions xinès, les estrelles de la Copa més algunes de l'Hidra Femella formaven una gran figura d'aranya de 22 estrelles anomenada Yi, que representava les ales de l'ocell vermell. Yi també era el nom donat a la 27a mansió lunar. En una interpretació alternativa, Yi representava un arquer mitològic, conegut com Houyi, sent el seu arc la constel·lació adjacent Zhang a l'actual Hidra Femella.

## Característiques
Crater és la 53a constel·lació en mida i ocupa una àrea de 282 graus quadrats. Es troba al segon quadrant de l'hemisferi sud (SQ2) i es pot veure a latituds entre +65° i –90°. Les constel·lacions veïnes són Corvus, Hydra, Leo, Sextans i Virgo. La forma genitiva de Crater, utilitzada en els noms d'estrelles, és Crateris. L'abreviatura de tres lletres, adoptada per la Unió Astronòmica Internacional (IAU) el 1922, és Crt. La constel·lació de la Copa pertany a la família de constel·lacions d'Hèrcules, juntament amb Aquila, Ara, Centaurus, Corona Australis, Corvus, Crux, Cygnus, Hercules, Hydra, Lupus, Lyra, Ophiuchus, Sagitta, Scutum, Sextans, Serpens, Triangulum Australe i Vulpecula.
Crater té deu estrelles amb planetes extrasolars coneguts i no conté cap objecte Messier. L'estrella més brillant de la constel·lació és δ Crateris, amb una magnitud aparent de 3,56. Hi ha una pluja de meteors associada a la constel·lació, els η Cratèrids. S'observen entre l'11 i el 22 de gener, amb un màxim el 16-17. Una altra pluja, el Cratèrids Diürns, estan associats a l'asteroide C/2007 W1 (Boattini).

### Estrelles principals estels

#### δ de la Copa
δ Crateris és l'estel més brillant de la constel·lació de la Copa- Té una magnitud aparent 3,56 i és un estel gegant taronja 20 vegades més gran que el Sol. El seu heli es fon formant carboni, i oxigen, i té un espectre molt feble en elements metàl·lics. Es mou dues vegades més aviat que els estels dels seus voltants, per la qual cosa, sembla provenir d'un altre lloc de la Via Làctia, més vella i menys rica en elements metàl·lics. δ Crateris es coneix de vegades com Labrum, que significa ‘el llavi’ en llatí. El nom està associat a la història del Sant Greal.
Dades dels estels principals
| Nom cièntific | Altres noms | Magnitud aparent | Magnitud absoluta | Tipus espectral | Distància a la Terra (anys llum) |
| ------------- | ----------- | ---------------- | ----------------- | --------------- | -------------------------------- |
| δ Crateris    | Labrum      | 3,56             | -0,32             | K0III           | 195                              |
| α Crateris    | Alkes       | 4,06             | 0,44              | K1III           | 174                              |
| γ Crateris    |             | 4,08             | 2,01              | A9V             | 84                               |
| β Crateris    | Al Sharasif | 4,46             | -0,1              | A1V             | 266                              |
| θ Crateris    |             | 4,69             |                   | B9.5Vn          |                                  |
| ζ Crateris    |             | 4,71             |                   | G8III           |                                  |
| ε Crateris    |             | 4,81             |                   | G8III           |                                  |
| λ Crateris    |             | 5,08             |                   | F3IV            |                                  |
| η Crateris    |             | 5,17             |                   | A0V             |                                  |
| ι Crateris    |             | 5,49             |                   | F7V             |                                  |
| κ Crateris    |             | 5,93             |                   |                 |                                  |

#### α de la Copa
Alkes o α Crateris és un gegant taronja de tipus espectral K1, a uns 174 anys llum de la Terra. Té una magnitud aparent de 4,06. Es troba relativament a prop del centre galàctic i és ric en elements pesants. El nom tradicional Alkes prové de l'àrab الكاس\الكأس alkās/alka's ‘càntir, copa’. És semblant a δ Crateris, car també fusiona el seu heli en elements més pesants. Com aquesta darrera es desplaça més ràpidament que els altres estels que l'envolten, però en aquest cas el seu espectre molt ric en elements metàl·lics sembla indicar que ve d'una regió més interna de la nostra Via Làctia.

#### β de la Copa
Al Sharasif o β Crateris és un subgegant blanc que pertany a la classe espectral A2III. L'estrella té una magnitud aparent de 4,48 i es troba a aproximadament 266 anys llum de distància del Sistema Solar. De vegades es coneix pel seu nom tradicional, Al Sharasif, que significa ‘les costelles' en àrab. L'estrella comparteix el nom amb ν Hydrae.

#### Altres estrelles
γ Crateris és un estel doble, amb un angle de posició de 96 ° i una separació de 52". La companya més feble té una magnitud de 9,6. Aquest sistema està a 84 anys llum del Sol.
SZ Crateris és una estrella variable a només 42,9 anys llum de distància de la Terra. Té una magnitud visual que varia de 8,61 a 11,0. Realment és un sistema estel·lar binari format per dues estrelles de seqüència principal, pertanyents als tipus espectrals K5V i M0V. És una variable de tipus BY Draconis, una estrella que presenta variacions de lluminositat com a resultat de la seva rotació, taques estel·lars i altres activitats a la seva cromosfera. El període òptic de l'estrella és d'11,58 dies. Es creu que té menys de 200 milions d'anys. El sistema pertany al grup mòbil de l'Ossa Major (Collinder 285), un grup d'estrelles que comparteixen un moviment similar a través de l'espai, que inclou la majoria de les estrelles més brillants de la constel·lació de l'Ossa Major.
R Crateris és un estel variable semiregular del tipus Srb i amb una tipus espectral de M7. Té una magnitud 9,8-11,2 i un període òptic de 160 dies.

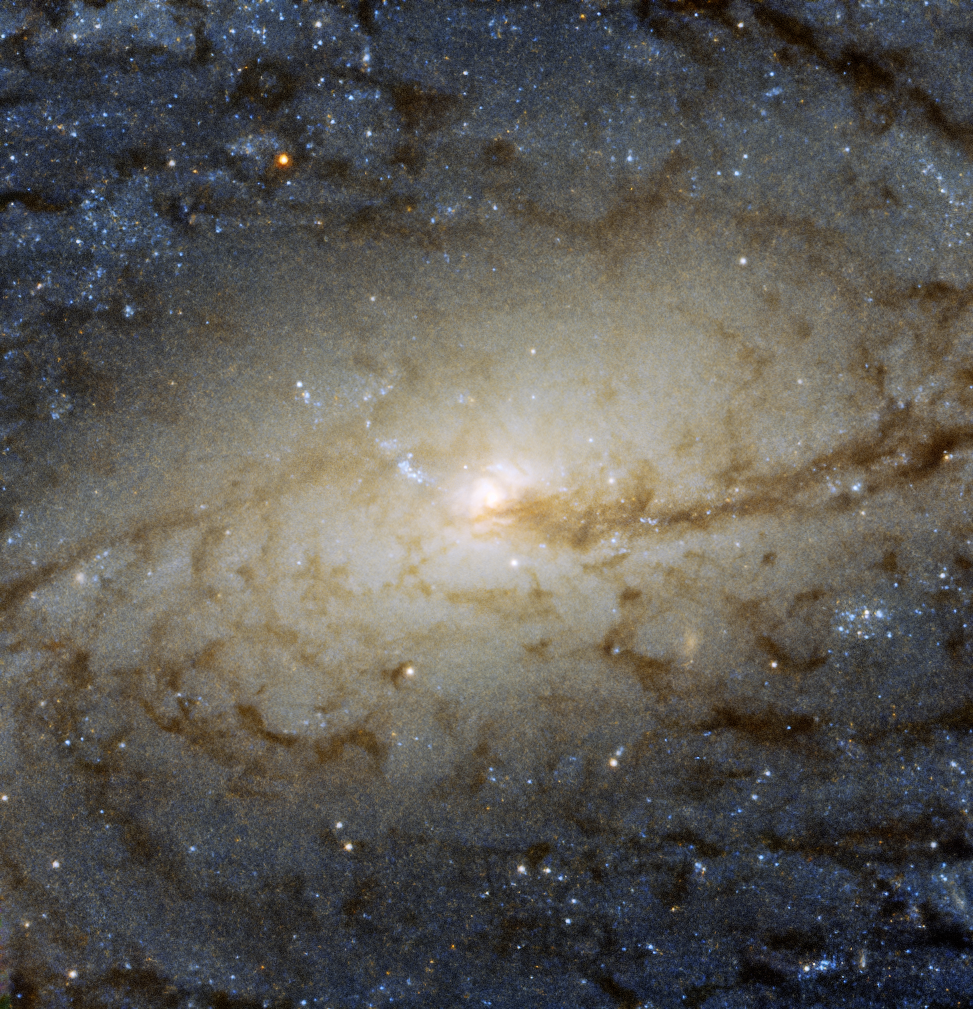
La galàxia NGC 3887 fotografiada pel telescopi espacial Hubble.

SV Crateris és un estel variable de la magnitud 6,14. És un sistema estel·lar proper, a uns 44 anys llum del Sol. És conegut també com a Gliese 425, i en el passat era conegut com l'estel d'Abt.

## Objectes notables del cel profund

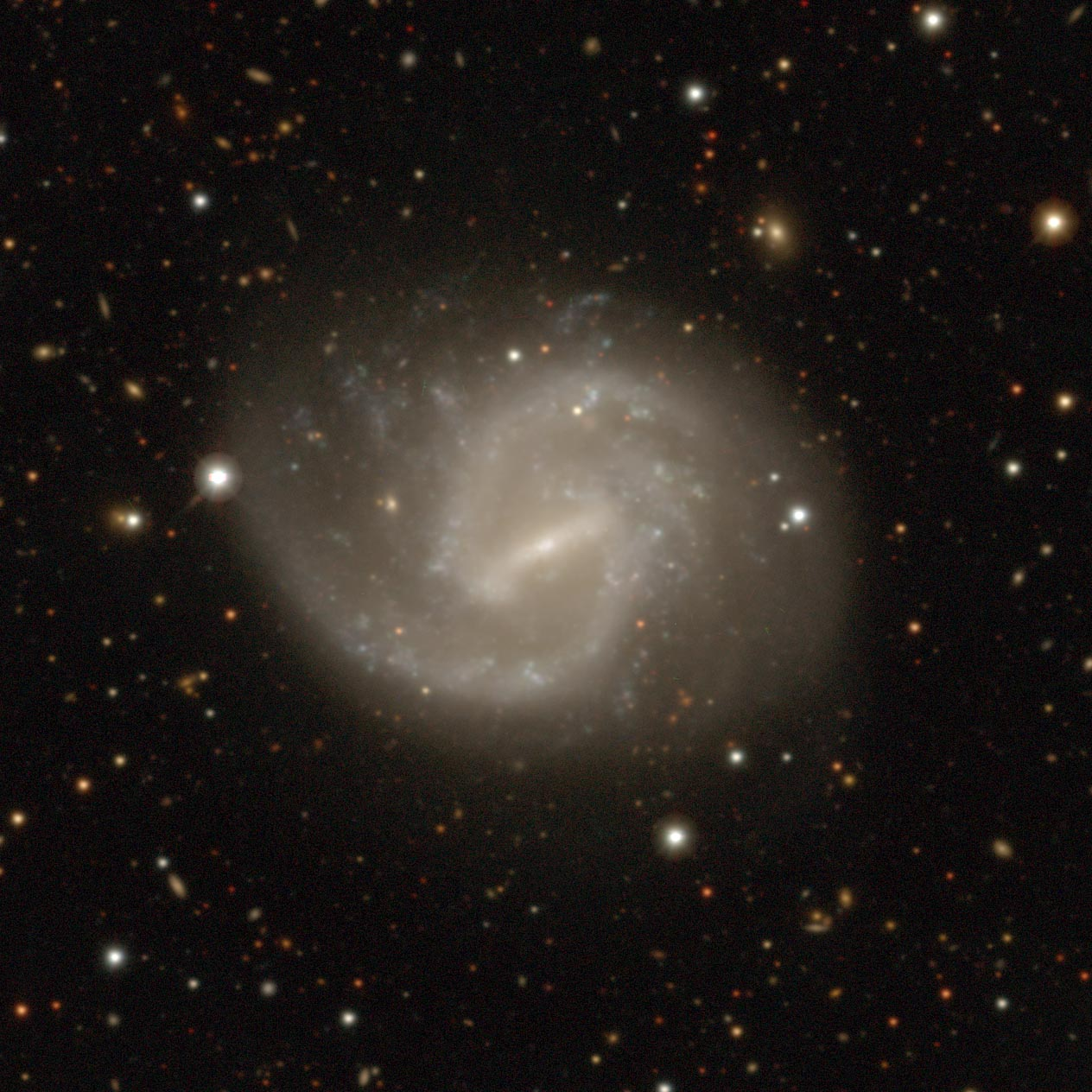
NGC 3513.

NGC 3887 és una galàxia espiral barrada d'11a magnitud a la constel·lació de la Copa. Té un diàmetre de 3,5’. La galàxia es troba a un grau i mig de l'estrella θ de la Copa. Té una magnitud aparent de 10,7 i es troba a uns 68 milions d'anys llum de distància. Fou descoberta l'any 1785 per l'astrònom anglès William Herschel (1738-1822). L'existència dels braços espirals fou durant molt de temps un problema per als astrònoms. Els braços emanen d'un nucli giratori i, per tant, haurien d'enrotllar-se cada cop més estretament, fent que finalment desapareguin després d'un període (cosmològicament) curt. Fou només a la dècada de 1960 que els astrònoms trobaren la solució a aquest problema sinuós. En lloc de comportar-se com estructures rígides, els braços espirals són de fet àrees de major densitat en el disc d'una galàxia, amb una dinàmica similar a la d'un embull. La densitat dels cotxes que es mouen per un embús augmenta al centre de l'embús, on es mouen més lentament. Els braços espirals funcionen de manera similar; a mesura que el gas i la pols es mouen a través de les ones de densitat es comprimeixen i s'estenen, abans de sortir-ne de nou.
NGC 3511 és una galàxia espiral vista gairebé de punta. La galàxia té una magnitud aparent d'11,1. Pertany al cúmul de galàxies Abell 1060. NGC 3511 té una barra lleugera i es classifica com una galàxia de tipus SBbc. Fou descoberta per William Herschel el 21 de desembre de 1786.
NGC 3513 també és una galàxia espiral, que es troba al mateix camp de visió que NGC 3511. Té una magnitud aparent de 12 i es troba aproximadament a 46 milions d'anys llum de la Terra.
NGC 3981 és una galàxia espiral tipus SBbc de magnitud 12. Té dos braços espirals molt amples i fa 3’ de diàmetre. Igual que NGC 3887, NGC 3981 fou descoberta per William Herschel el 1785. Es troba aproximadament a 80 milions d'anys llum de distància de la Terra.

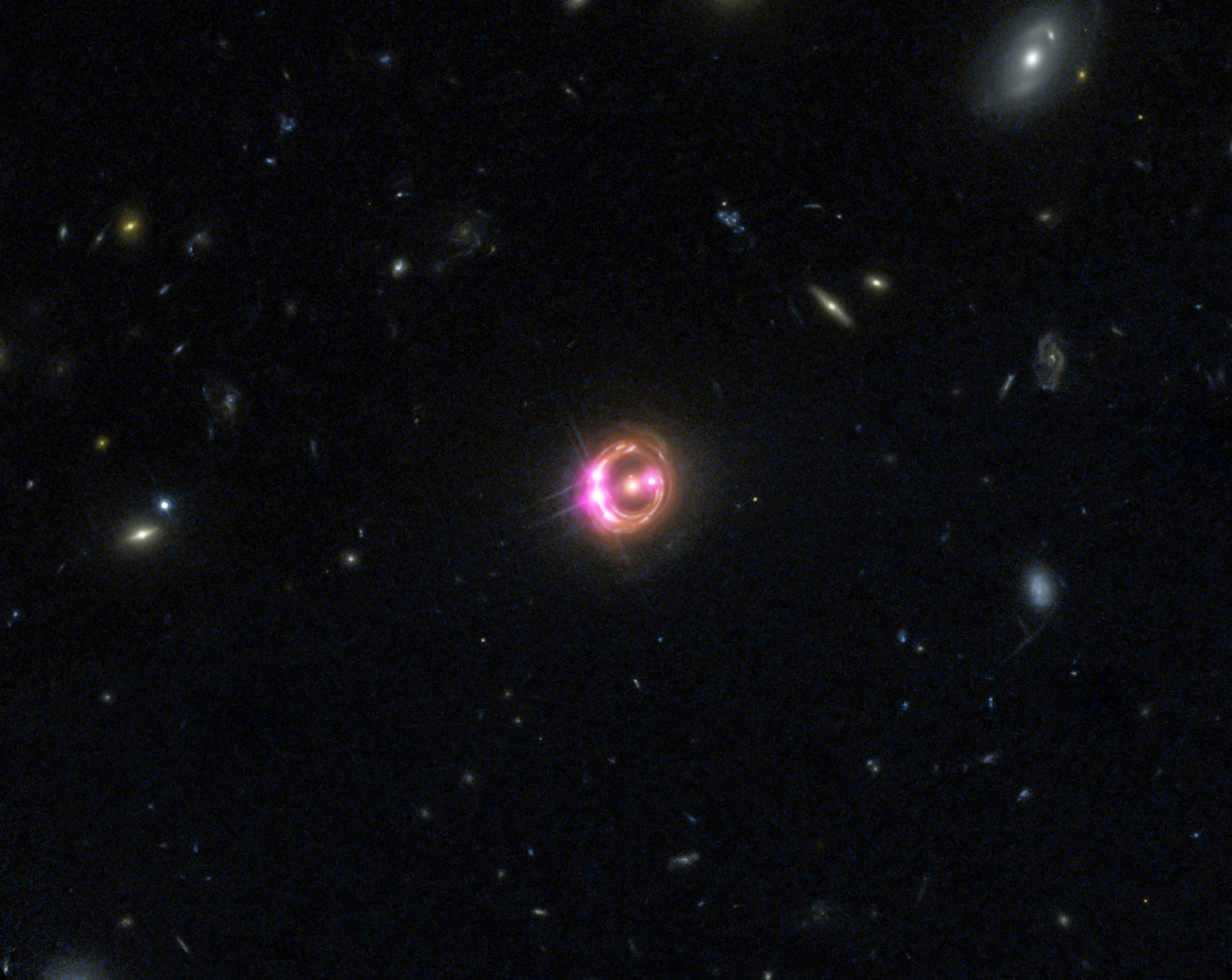
Imatge del quàsar RX J1131.

La nana de la Copa 2 és una de les galàxies nanes que orbiten la Via Làctia. És la quarta nana més gran que orbita la nostra galàxia, només més petita que el Gran Núvol de Magalhäes, el Petit Núvol de Magalhäes i la Nana de Sagitari. La galàxia es troba a una distància d'uns 380 000 anys llum del Sol. Malgrat la seva mida i proximitat, cràter 2 es descobrí recentment, el 2016, perquè les seves estrelles s'estenen les unes de les altres, cosa que portar els investigadors a batejar la galàxia com «el gegant feble».
RX J1131-1231 és un forat negre supermassiu que conté un quàsar que es troba a 6 050 milions d'anys llum de la Terra a la constel·lació de la Copa. El 2014 astrònoms van trobar que els raigs X emesos provenen d'una regió dins el disc d'acreció a tres vegades el radi de l'horitzó de successos. Això implica que el forat negre ha d'estar girant increïblement ràpid per permetre al disc sobreviure en aquest radi tant petit.